# Moosthenning
Moosthenning är en kommun och ort i Landkreis Dingolfing-Landau i Regierungsbezirk Niederbayern i förbundslandet Bayern i Tyskland.